# برات آند ويتني
برات أند ويتني هي شركة أمريكية متخصصة في صناعة محركات الطائرات المدنية والعسكرية. تأسست الشركة سنة 1860 بواسطة «فرانسيس برات» و «أموس ويتني»، ويقع مقر الشركة بمدينة إيست هارتفورد بولاية كونيتيكت الأمريكية.
برات آند ويتني :(بالإنجليزية: Pratt & Whitney)‏ شركة مقرها الولايات المتحدة، تعمل في مجال المعدات الفضائية مع خدمات عمليات عالمية. وهي شركة تابعة لشركة يونايتد تكنولوجيز (UTC). ومحركات برات آند ويتني للطائرات تستخدم على نطاق واسع في كل من الطيران المدني (لا سيما شركات الطيران) والطيران العسكري. ويقع مقرها الرئيسي في إيست هارتفورد، كونيتيكت، في الولايات المتحدة الأمريكية. وتعتبر واحدة من «الثلاثة الكبار» لمصنعي محركات الطائرات، وتتنافس مع كل من جنرال الكتريك للطيران ورولز رويس، على الرغم من أنها قامت بتشكيل مشاريع مشتركة مع كل من هذه الشركات. بالإضافة إلى محركات الطائرات، تقوم برات آند ويتني بتصنيع توربينات الغاز للأغراض الصناعية وتوليد الطاقة، والمحركات التوربينية البحرية، ومحركات الصواريخ. وتوظف الشركة أكثر من 35,500 موظف (2009)، وتقوم بدعم أكثر من 9,000 عميل في 180 بلدا حول العالم.

## التاريخ

### التاريخ المبكر

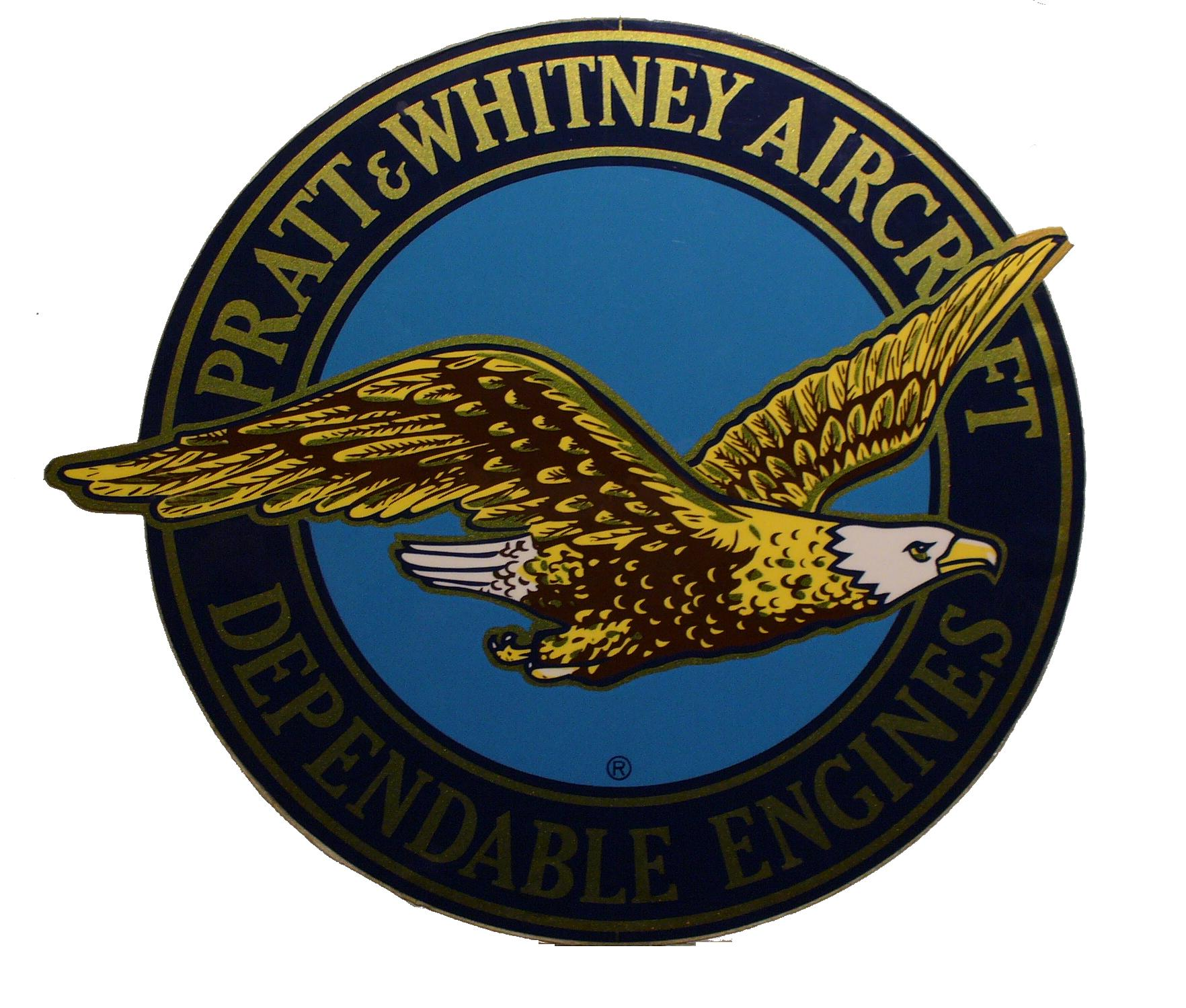
شعار الشركة

في نيسان عام 1925، فريدريك رينتشيلر، من أوهايو الأم ومدير تنفيذي سابق في رايت للطيران (بالإنجليزية: Wright Aeronautical)‏، عزم على البدء في أعمال تجارية خاصة به في مجال الطيران. وهو صاحب علاقات اجتماعية ممتدة، شملت إدوارد دييدز (بالإنجليزية: Edward Deeds)‏ وهو الآخر من أوهايو وأحد المبكرين البارزين في صناعة الطيران، وفريدريك وشقيقة جوردون رينت شيلر(بالإنجليزية: Gordon Rentschler)‏ ، كان كل منهم في مجلس نايلز بيمنت بركة، ثم واحدة من أكبر آلة أداة الشركات في العالم. اقترب فريدريك Rentschler هؤلاء الرجال كما أنه سعى رأس المال والأصول لمغامرته الجديدة. الأفعال وG. Rentschler أقنع مجلس نايلز بركة بيمنت أن لهم برات آند ويتني آلة أداة فرعية من هارتفورد، كونيتيكت، ينبغي توفير التمويل والمكان لبناء محركات الطائرات الجديدة التي يجري تطويرها من قبل Rentschler، جورج ميد J. والزملاء، جميع سابقا من رايت الطيران. تصور وتصميم من قبل ميد،  فإن المحرك الجديد يكون، كبيرة وتبريد الهواء، شعاعي تصميم. برات آند ويتني أداة آلة كان يمر بفترة من المراجعة الذاتية في ذلك الوقت لإعداد نفسها لمرحلة ما بعد الحرب العظمى العصر، ووقف خطوط الإنتاج القديمة ويحتضنها جديدة. وكانت الحرب العظمى كانت مربحة لP & WMT، ولكن جلبت السلام وفرة يمكن التنبؤ بها إلى السوق آلة أداة، كما تم إلغاء العقود مع الحكومات والسوق في استخدامها، وأدوات بنيت مؤخرا تنافس ضد جديدة. إن نمو P & WMT في المستقبل يعتمد على الإبداع. وجود مساحة المصنع الخمول ورأس المال المتاح في هذه اللحظة التاريخية، بحيث يتم استثمارها أينما جيدة العودة بدا المتاحة،  P & WMT شهدت صناعة الطيران ما بعد الحرب، سواء العسكري والمدني (التجاري والخاص)، واحدة مع بعض من أعظم نمو وآفاق التنمية المتاحة في أي مكان على مدى العقود القليلة القادمة. أنه أقرض Rentschler 250,000 دولار، استخدام اسم برات آند ويتني، والفضاء في بنايتهم. وكانت هذه بداية للشركة برات آند ويتني الطائرات. محرك برات آند ويتني الطائرة الأولى، وحصانا 425 (317 كيلوواط) R-1340 الزنبور، تم الانتهاء عشية عيد الميلاد 1925. على اختبار الثالثة تشغيله ينتقل بسهولة اختبار المؤهل البحرية مارس 1926؛ بحلول أكتوبر تشرين الأول، ان البحرية امرت 200. والزنبور عرضت الأداء والموثوقية التي أحدثت ثورة الطيران الأمريكية. وR-1340 مدعوم من الطائرة وايلي بوست، أميليا إيرهارت، وسجل العديد من الرحلات الأخرى.
وأعقب R-1340 بواسطة محرك آخر ناجح جدا، وجديد R-985 الزنبور. في نهاية المطاف كامل سلسلة الزنبور وقد وضعت. كلا المحركين لا تزال قيد الاستخدام في الطائرات الزراعية في جميع أنحاء العالم، وتنتج طاقة أكثر من معاييرهم التصميم الأصلي. (قطع الغيار لمحركات كلا لا تزال في الإنتاج وأنه من الممكن نظريا لتجميع المحرك الجديد من الأجزاء.)
سرعان ما أدت جورج ميد الخطوة التالية في مجال، للدولة من بين الفن، وتبريد الهواء، ومحركات الطائرات شعاعي الكبيرة (التي تهيمن الزنبور) عندما برات آند ويتني صدر لها R-1690 الدبور. وكان أساسا «دبور أكبر».
في عام 1929، وانتهت Rentschler جمعيته مع برات آند ويتني أداة الآلات ودمج برات آند ويتني الطائرات مع شركة بوينغ وشركات أخرى لتشكيل طائرة المتحدة وشركة النقل. سمح له موافقته على حمل اسم برات آند ويتني معه لصاحب الشركة الجديدة.

## المقر
يقع المقر الرئيسي برات آند ويتني في الشرق هارتفورد، كونيتيكت، ولها أيضا فروع في كولومبوس، جورجيا وميدلتاون بولاية كونيتيكت ودالاس، تكساس وويست بالم بيتش، فلوريدا وشمال بيرويك، مين وبريدجبورت، فيرجينيا الغربية.
الملعب الرئيسي لجامعة كونيتيكت أقوياء البنية فريق كرة القدم، Rentschler حقل يقع، المتاخمة لبرات آند ويتني الشرق هارتفورد، كونيتيكت الحرم الجامعي، وعلى الشركة المملوكة مطار برات السابق من نفس الاسم.

## الأقسام
برات آند ويتني هي وحدة الأعمال الصناعية التابعة لتكتل شركة يونايتد تكنولوجيز، مما يجعل منها شركة شقيقة لكل من لسيكورسكي للطائرات، هاملتون سندستراند (بالإنجليزية: Hamilton Sundstrand)‏، شركة مصاعد أوتيس، وشركة يو تي سي للأمن والحرائق (بالإنجليزية: UTC Fire & Security)‏، وشركة يو تي سي للطاقة (بالإنجليزية: UTC Power)‏ وشركة كارير للتبريد. كما أنه تشارك في أثنين من المشاريع المشتركة الكبرى، فهي تشارك في تحالف المحرك (بالإنجليزية: Engine Alliance)‏ مع جنرال الكتريك للطيران وتقوم بتصنيع محركات للطائرة إيرباص إيه 380، وشركة محركات ايرو الدولية (بالإنجليزية: IAE International Aero Engines AG)‏ مع كل من شركة رولز رويس، وشركة أم تي يو لمحركات الطيران الألمانية، وشركة محركات الطيران اليابانية وتقوم بتصنيع محركات للطائرة إيرباص إيه 320 وطائرة ماكدونل دوغلاس إم دي-90.

### المحركات التجارية
تعتبر برات آند ويتني أحد أكبر منتجي محركات الطائرات التجارية في العالم، وتقوم محركاتها بتزويد الطاقة لأكثر من 25٪ من أسطول طائرات الركاب في العالم، وتخدم أكثر من 800 عميل في 160 بلدا. ومع وجود أكثر من 16,000 محركا في الخدمة اليوم ومثبتة على الطائرات التجارية، فأن برات آند ويتني توفر الطاقة لمئات من شركات الطيران والمشغلين، وتشمل جميع الطائرات سواء كانت طائرة ضيقة البدن أو كانت طائرات جامبو عريضة البدن. في يونيو 2007، حققت محركات برات آند ويتني زمن تشغيل تجاوز مليار ساعة طيران في الخدمة.

### حلول المواد حول العالم
برات آند ويتني لحلول المواد العالمية (بالإنجليزية: Global Material Solutions-GMS)‏ والمعروفة أختصارا بأسم جي أم أس، تصنع أجزاء وقطع غيار لمحرك سي اف ام 56، مما يمنح العملاء بديل لأجزاء وقطع الغيار الجديدة لمحرك سي اف ام 56. وتوفر جي أم أس للعملاء برامج إدارة الصيانة المخصصة للأسطول. وكانت خطوط يونايتد إيرلاينز أول العملاء الذين استخدموا برنامج في جي أم أس لإدارة الصيانة.
أستلمت جي أم أس في يوليو 2007، من ادارة الطيران الاتحادية “FAA”، الأمريكية أول شهادة اعتماده لقطعة من أنتاجها، وتسمى هذه الشهادة باسم الموافقة على تصنيع قطع غيار (بالإنجليزية: Parts Manufacturing Approval-PMA)‏ لجي أم أس عالية توربينات الضغط (HPT) كفن لمحرك سي اف ام 6-3. في مارس 2008، وشهادة إف إيه إيه “FAA” المروحة جي أم أس ومعززة مع نوع الشهادة التكميلية (STC) مع إف إيه إيه “FAA” الفصل 5 حياة يحد مساو لنوع حامل الشهادة الأصلية. كان STC أول شهادة FAA الممنوحة من أي وقت مضى لقطع غيار بديلة للحياة محدودة المحرك. في مايو 2008، تلقى حلول مادة العالمية إف إيه إيه “FAA” اللجان الفنية المتخصصة لأجزائه المتبقية محدودة مدى الحياة لمحركات سي اف ام 6-3.

### شركاء الخدمة حول العالم
برات آند ويتني العالمية لخدمة الشركاء (GSP) تقدم خدمات التوضيب والصيانة والإصلاح والخدمات لكل من برات آند ويتني ومحركات ايرو الدولية وجنرال الكتريك للطيران ورولز رويس وسي اف ام الدولية. بالإضافة إلى خدمات التوضيب وإصلاح المحركات وخدمات الصيانة، فهي توفر أيضا صيانة الخط ومتابعة المحركات وتشخيص الاعطال، وخدمات غسيل للمحركات بالماء وهي مثبتة على الجناحين صديقة للبيئة، وتأجير المحركات، وبرامج خدمة لقطع الغيار والأجزاء وإصلاحها.
برات آند ويتني لديها واحدة من أكبر شبكات مراكز الخدمة في العالم، مع أكثر من 40 مركز لاصلاح المحركات ومراكز الصيانة المنتشرة في جميع أنحاء العالم.

### المحركات العسكرية
محركات برات آند ويتني تزود الطائرات العسكرية بقوة الدفع في 27 قوة جوية في جميع أنحاء العالم، مع ما يقرب من 11,000 محرك عسكري في الخدمة مع 23 عميلا في 22 دولة. وتشمل محركات برات آند ويتني العسكرية محرك إف135 (F135) والذي تزود به برنامج مقاتلة الغارة المشتركة (JSF) من طراز إف-35 لايتنيغ الثانية، ومحرك إف 119 (F119) للطائرة إف - 22 رابتور، وعائلة المحرك إف 100 لطائرات إف-15 إيغل وإف-16 فايتنغ فالكون، ومحرك إف117 (F117) لطائرة بوينغ سي-17 غلوب ماستر 3، ومحرك برات آند ويتني جيه-52 لطائرة غرومان إي أ-6 بي، و محرك تي إف33 (TF33) لطائرة بوينغ إي-3 سينتري وطائرة إي-8 النجوم المشتركة (E-8 Joint STARS) وطائرة بي-52، وطائرات بوينغ كيه سي -135، ومحرك تي إف 30 لطائرة إف-111. وبالإضافة إلى ذلك، فأن برات آند ويتني توفر شبكة عالمية من أعمال الصيانة والإصلاح ومرافق إصلاح ومراكز خدمة الطيران العسكري وتركز على المحافظة على جاهزية المحركات لعملائها.

### برات آند ويتني كندا
توفر برات آند ويتني كندا (المخازن العمومية)، الكندي الأصل شركة برات آند ويتني الطائرات، والطائرات في وقت لاحق المتحدة من كندا، طائفة واسعة من المنتجات، بما في ذلك المروحي، والدفع التوربيني التوربيني محركات المستهدفة للإقليمية، والأعمال التجارية، والمرافق والطائرات العسكرية وطائرات الهليكوبتر الأسواق. أيضا بتصميم وتصنيع محركات الشركة لوحدات الطاقة المساعدة والتطبيقات الصناعية. ويقع المقر الرئيسي لها في نجويل، كيبيك (خارج مونتريال).
وفي تصريحات لرويترز 16 يونيو 2013 قبل معرض باريس للطيران - 2013 برات آند ويتني قال الرئيس ديفيد هيس انه واثق من أن كندا سوف تقرر أن العصا مع إف-35 لايتنيغ الثانية (F-35) برنامج على الرغم من مناقشاته الأخيرة عن وجود منافسة جديدة. وقال هيس إذا فعل أوامر التحول إلى شركة أخرى، يمكن أن برات آند ويتني قررت نقل بعض من عمل قاعدة صناعية تقوم به حاليا في كندا. واضاف «اننا قد يعيد توزيع العمل في مكان آخر»، مضيفا أن انخفاض حجم النظام من المرجح أن يؤدي إلى إحداث تغييرات في كندا.
شعبة اعترف في يوليو عام 2012 إلى توفير محركات والبرمجيات محرك لطائرات الهليكوبتر الهجوم الأول في الصين، و Z-10 . انتهكت هذه القوانين التصدير في الولايات المتحدة وأسفرت عن غرامة تبلغ قيمتها ملايين الدولارات.

### برات آند ويتني للمحركات الصاروخية
برات آند ويتني للمحركات الصاروخية:(بالإنجليزية: Pratt & Whitney Rocketdyne)‏ أو مايعرف اختصارا باسم (PWR)، تشكلت في عام 2005 عندما اندمجت برات آند ويتني لمحركات الدفع الفضائي (بالإنجليزية: Pratt & Whitney Space Propulsion)‏ مع شركة روكيت داين للطاقة والدفع (بالإنجليزية: Rocketdyne)‏ وذلك بعد الاستحواذ الأخير من بوينغ.
برات آند ويتني للمحركات الصاروخية تدفع مكوك الفضاء، وتقوم الشركة أيضا بتوريد محركات معززة لصواريخ دلتا II والتعزيز ومحركات المرحلة العليا لصواريخ أطلس الثالث وأطلس الخامس وصواريخ دلتا 4.
في عام 2013، تم بيع PWR GenCorp ، التي اندمجت مع Aerojet لتصبح Aerojet Rocketdyne .

### برات آند ويتني لأنظمة الطاقة
برات آند ويتني لأنظمة الطاقة :(بالإنجليزية: Pratt & Whitney Power Systems PS)‏ والمعروفة أختصار بـ بي دبليو بي أس (PWPS)، تبني وتصمم وتقدم وتدعم التوربينات الغازية والمشتقة من المحركات الجوية، كذلك أنظمة الطاقة الحرارية الأرضية. لجميع العملاء في شتى أنحاء العالم. وتغذي التوربينات الغازية الصناعية التي تنتجها الشركة جميع احتياجات الطاقة سواء كانت للاستخدامات الصغيرة أو كبيرة مثل المدن. التوربينات الصناعية التي تنتجها بي دبليو بي أس 'لا تولد الطاقة الكهربائية فقط، ولكنها توفر مولدات من طرازات مختلفة تشمل محركات عالية السرعة للدفع البحرية، والضاغطات الغازية، ومضخات السوائل. ولدى بي دبليو بي أس أكثر من 2,000 توربين غاز صناعي مثبتة في أكثر من 40 بلدا في جميع أنحاء العالم. كما توفر بي دبليو بي أس قطع الغيار والتصليح والتوضيب للتوربينات الغازية.

### محركات ايرو الدولية
محركات ايرو الدولية هي مشروع مشترك لتطوير وبناء وتقديم الدعم والخدمات لمحرك في 2500 (V2500)، والذي يستخدم لدفع أسرة طائرات إيرباص إيه 320 وطائرة ماكدونل دوغلاس إم دي-90. وتقوم الشركات الاربع المصنعة للمحرك بالمساهمة في تصنيع المحرك كل منها على حدة فردية لمحرك في 2500 (V2500). فتقوم برات آند ويتني بإنتاج الاحتراق وتوربين الضغط العالي، ورولز رويس تنتج ضاغط الضغط العالي، وتقوم شركة محركات ايرو اليابانية (JAEC) بإنتاج المروحة وضاغط الضغط المنخفض في حين تقوم أم تي يو الألمانية بإنتاج التوربينات ذات الضغط المنخفض.

### تحالف المحرك
تحالف المحرك، وهي مشروع 50/50 مشترك بين جنرال الكتريك للطيران وبرات آند ويتني، تشكل في شهر أغسطس 1996، ويهدف إلى تطوير وتصنيع، وتقديم الدعم أسرة من المحركات ذات تكنولوجيا حديثة وقدرة عالية لجيل الطائرات ال جديدة بعيدة المدى. المنتج الرئيسي لتحالف المحرك هو محرك جي بي 7200 “GP7200”، والذي التي تم تصميمه للاستخدام على طائرة إيرباص إيه 380. ويتنافس مع محرك رولز رويس بي إل سي ترنت 900.
أول طائرة إيرباص تدفع بمحركات جي بي 7200 “GP7200” هي إيرباص إيه 380 والتي دخلت الخدمة مع طيران الإمارات في 1 أغسطس 2008 وذلك في رحلة طيران بدون توقف من دبي إلى مدينة نيويورك.

### رياضة السيارات
بين عامي 1967 و1971، استخدمت برات آند ويتني المحركات التوربينية في بطولة أمريكا لسباقات السيارات والفورمولا واحد. وسيطرت السيارة المسماة إس تي بي-باكستون توربوكار (STP-Paxton Turbocar) على سباق انديانابوليس 500 لعام 1967 حتى خروجها، وذلك قبل اربع لفات من نهاية السباق وذلك بسبب عطل في نظام نقل الحركة. في سباق انديانابوليس 500 لعام 1968، دخلت إس تي بي بأربع سيارات من طراز لوتس 56. تحطمت سيارة واحدة خلال التصفيات. واثنين من السيارات تأهلت كأول وثاني أسرع لفة سباق، ولكن كل الثلاثة السيارات خرجت من السباق. وفي العام التالي، اعتبرت سيارات السباق التوربينية غير قانونية، على اثر ذلك، قام كولن تشابمان رئيس فريق لوتس بتطوير سيارة سباق متقدمة لاستخدامها في سباقات الفورمولا واحد، واستطاعت سيارة لوتس و5بي من اكمال التنافس في ستة من سباقات الفورمولا واحد في عام 1971.

## المنتجات

### المحركات الترددية
- برات آند ويتني آر-1340 (الزنبور) - Pratt & Whitney R-1340 (Wasp)
- برات آند ويتني آر-1690 (الدبور) - Pratt & Whitney R-1690 (“Hornet”)
- برات آند ويتني آر-985 (جديد الزنبور) - Pratt & Whitney R-985 (Wasp Junior)
- برات آند ويتني آر-1535 (التوأم جديد الزنبور) - Pratt & Whitney R-1535]] (Twin Wasp Junior)
- برات آند ويتني آر-1830 (الزنبور التوأم)- Pratt & Whitney R-1830 (Twin Wasp)
- برات آند ويتني آر-2000 (الزنبور التوأم)- Pratt & Whitney R-2000 (Twin Wasp)
- برات آند ويتني آر-2180 -Pratt & Whitney R-2180
- برات آند ويتني آر-2800 (الزنبور مزدوجة) - Pratt & Whitney R-2800 (Double Wasp)
- برات آند ويتني آر-4360 (الزنبور الكبرى) - Pratt & Whitney R-4360 (Wasp Major)

### محركات توربينية نفاثة
- برات آند ويتني J42 (JT6) (رولز رويس نيني) - Pratt & Whitney J42 (JT6) (Rolls-Royce Nene)
- برات آند ويتني J48 (JT7) - Pratt & Whitney J48 (JT7)
- برات آند ويتني جيه-52 (جي تي 8إيه) -[[Pratt & Whitney J52 (JT8A)
- برات آند ويتني جي 57 (جي تي3 سي) -Pratt & Whitney J57 (JT3C)
- برات آند ويتني جي 58 (جي تي11 دي)-Pratt & Whitney J58 (JT11D)
- برات آند ويتني جي 75 (جي تي4 إيه)- Pratt & Whitney J75 (JT4A)
- برات آند ويتني جي 91 (جي تي9)-Pratt & Whitney J91 (JT9)
- برات آند ويتني جي تي12 (جي 60) -Pratt & Whitney JT12 (J60)

### محركات توربينية مروحية

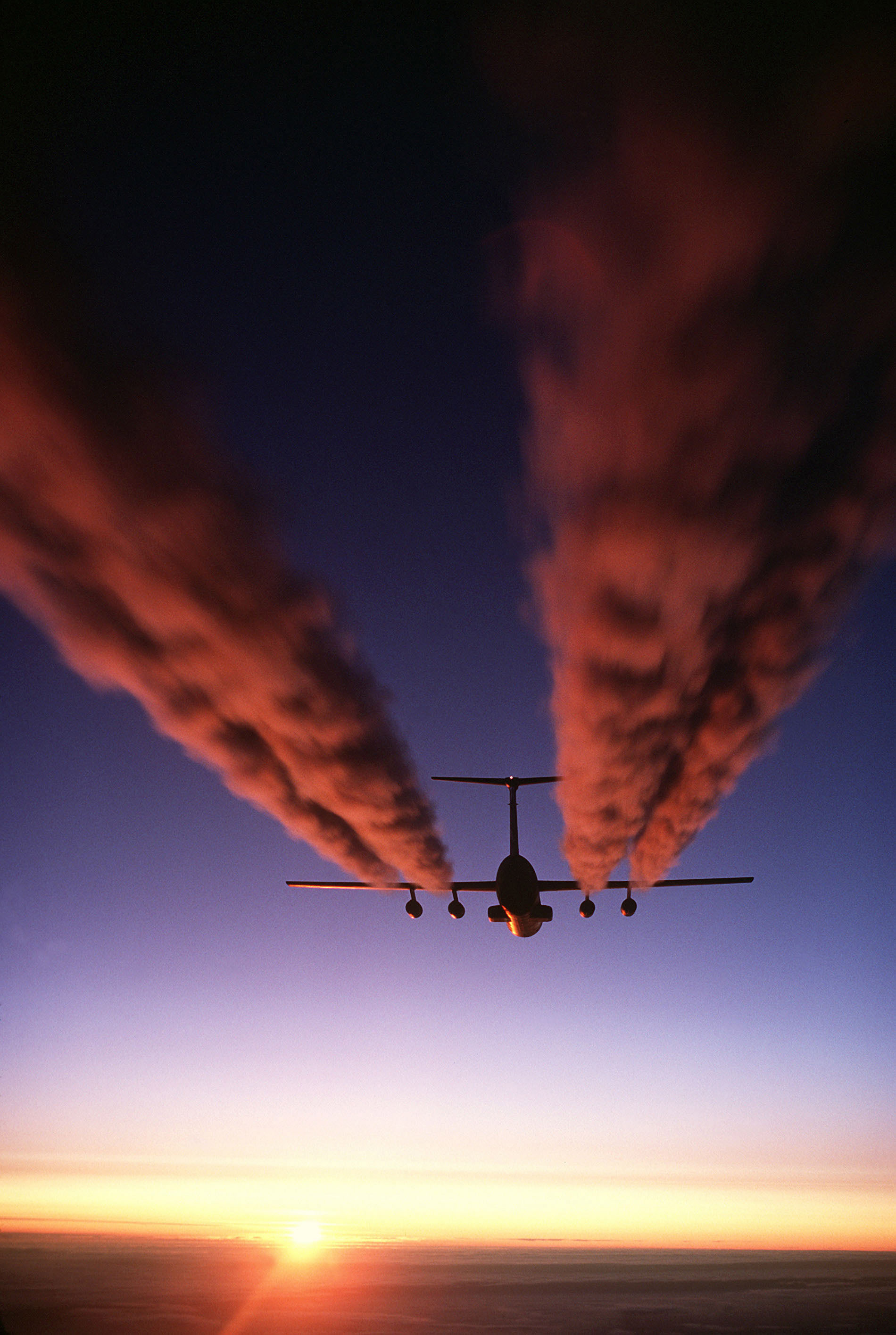
محركات تي إف33 مثبتة على طائرة من طراز سي-141 ستار ليفتير (Starlifter)، تترك أثر لغيمة طائرة “contrail” فوق القارة القطبية الجنوبية

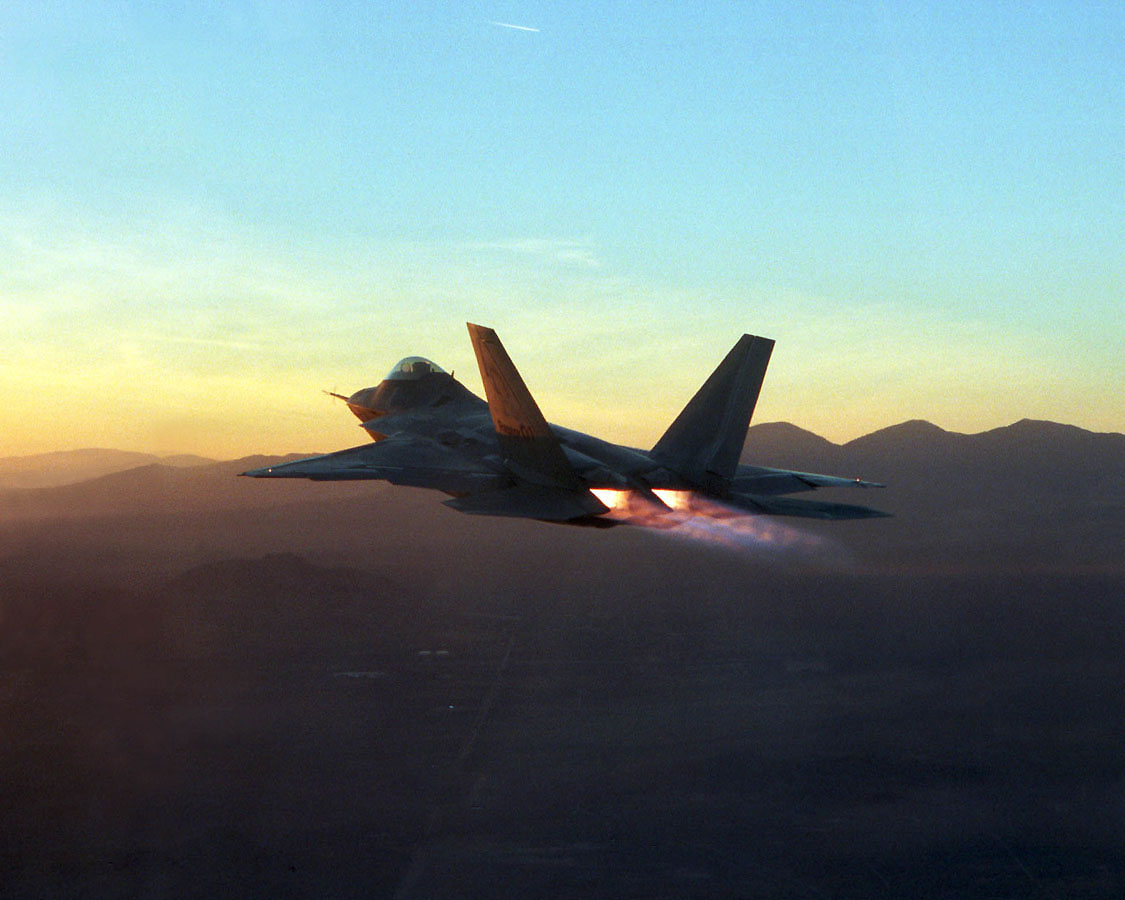
طائرة إف-22 مزودة بمحركات برات آند ويتني إف 119 (بي دبليو5000) خلال تشغيل الحراق الاحق (afterburner)

- برات آند ويتني جي تي 3دي (تي إف33 - Pratt & Whitney JT3D (TF33)
- برات آند ويتني جي تي 8 دي- Pratt & Whitney JT8D
- برات آند ويتني جيه تي 9 دي- Pratt & Whitney JT9D
- برات آند ويتني تي إف 30 (جي تي إف 10إيه) - Pratt & Whitney TF30 (JTF10A)
- برات آند ويتني إف 100 (جي تي إف 22)- Pratt & Whitney F100 (JTF22)
- برات آند ويتني إف 119 (بي دبليو 5000) - Pratt & Whitney F119 (PW5000)
- برات آند ويتني إف 135 (مشتقة من إف 119) - Pratt & Whitney F135 (derived from F119)
- برات آند ويتني بيه دبليو 1000 جي - (Pratt & Whitney PW1000G)
- برات آند ويتني بي دبليو 1100 جي- Pratt & Whitney PW1100G
- برات آند ويتني بي دبليو 1120 (المشتقة من محرك إف 100) - Pratt & Whitney PW1120 (derived from F100)
- برات آند ويتني بي دبليو 2000 (إف 117) - Pratt & Whitney PW2000 (F117)
- برات آند ويتني بي دبليو 4000 - Pratt & Whitney PW4000
- برات آند ويتني بي دبليو 6000 - Pratt & Whitney PW6000
- تحالف المحرك محرك جي بي 7000 - Engine Alliance GP7000
- محركات ايرو الدولية محرك في 2500 - International Aero Engines V2500

### محركات توربينية مروحية / ذات أعمدة
- برات آند ويتني تي 34 (بي تي 2) - Pratt & Whitney T34 (PT2)
- برات آند ويتني أكس تي 45 (بي تي 4) - Pratt & Whitney XT45 (PT4)
- برات آند ويتني تي 52 (بي تي 3)- Pratt & Whitney T52 (PT3)
- برات آند ويتني أكس تي57 (بي تي 5)- Pratt & Whitney XT57 (PT5)
- برات آند ويتني تي73 (جي إف تي دي12)-Pratt & Whitney T73 (JFTD12)
- آفكو / برات آند ويتني تي800 (إيه بي دبليو34) - Avco/Pratt & Whitney T800 (APW34)

### التوربينات الغازية الصناعية والبحرية
- برات آند ويتني جي جي 3/إف تي 3 (Pratt & Whitney GG3/FT3).
- برات آند ويتني جي جي4/إف تي4 (Pratt & Whitney GG4/FT4)
- برات آند ويتني إف تي8 (Pratt & Whitney FT8)

### نظم صيانة المحرك
Ecopower خدمات-برات آند ويتني تسوق الآن خدمة الضغط غسل يستخدم رذاذ الماء عالي الضغط من خلال تشغيل عدة فتحات لتنظيف الأوساخ والملوثات من أجزاء المحرك النفاث، وأبرزها ريش التوربينات، مما يمنع ارتفاع درجة الحرارة، ويحسن كفاءة التشغيل المحرك ويقلل من وقود حرق. نظام يجمع جولة الإعادة من عملية الغسيل للتخلص المناسبة. ويتم إنجاز عمليات الغسيل في مدرج المطار في حوالي ساعة واحدة. الزبائن برات آند ويتني وتشمل يونايتد إيرلاينز، الخطوط الجوية الهندية، مارتين، الخطوط الجوية السنغافورية، خطوط فيرجن أتلانتيك الجوية، وخطوط جيت بلو الجوية.